# 沃夫喬克 (涅米羅夫區)
48°50′19″N 28°56′2″E / 48.83861°N 28.93389°E
沃夫喬克（烏克蘭語：Вовчок），是烏克蘭西南部的村落，隸屬文尼察州的圖利欽區。該村面積3.09平方公里，海拔高度230米，2001年人口966，人口密度每平方公里312.42人。